# Ibrahim Baylan
Ibrahim Baylan, född 15 mars 1972 i Salah nära Mardin i Turkiet, är en svensk politiker för Socialdemokraterna, som var statsråd 2004–2006 och 2014–2021, riksdagsledamot 2006–2022 och Socialdemokraternas partisekreterare 2009–2011. 
Baylan var skolminister 2004–2006 i regeringen Persson, energiminister 2014–2019 och samordningsminister 2016–2019 i regeringen Löfven I samt näringsminister 2019–2021 i regeringen Löfven II och regeringen Löfven III. Mellan juli och november 2021 var han även ansvarig för landsbygdsfrågor i regeringen Löfven III. 

## Biografi
Ibrahim Baylan föddes i Salah, en by i Mardin-provinsen i sydöstra Turkiet, och hans familj tillhör den assyriska/syrianska kristna folkgruppen i Turkiet. Egentligen var det tänkt att Baylan skulle bli getaherde, men han hade ett medfött hjärtfel och började istället studera Bibeln och utbilda sig till munk i det lokala klostret. Efter statskuppen 1980 flydde han och hans familj från Turkiet och 1982 kom familjen till Sverige där han fick sitt hjärta opererat. Han växte upp i Norsborg i Stockholms län. 
Efter militärtjänst och gymnasiestudier flyttade han 1993 till Umeå för att studera vid Umeå universitet där han gick pol.mag.-programmet med nationalekonomi som huvudämne. Åren 1997–1998 var han ordförande i Umeå studentkår. Han har arbetat som bland annat restaurangbiträde på Åhléns City i Stockholm 1988–1994 och som ombudsman i Tjänstemannaförbundet HTF 2000–2004.
Han är medlem i Sveriges Kristna Socialdemokraters Förbund (Broderskapsrörelsen). Baylan har av författaren och S-kännaren Christer Isaksson beskrivits som tillhörande högerfalangen inom Socialdemokraterna.

## Politisk karriär
Baylan var 1997–1999 ordförande i SSU Umeå. 1997–2001 var han ledamot av SSU:s förbundsstyrelse.

### Sveriges skolminister (2004–2006)
Baylan var skolminister från den 1 november 2004 till efter valet 2006. I början av 2005 hamnade Baylan i blåsväder sedan Skolverket, efter kritik från skolministern, dragit tillbaka en uppmärksammad rapport. Rapporten, som presenterades den 24 januari, drog bland annat slutsatsen att friskolor var mer budgetmedvetna och kostnadseffektiva än kommunala skolor, samt att lärarnas utbildning inte hade någon större inverkan på elevernas resultat. Dagen efter uttalade sig Baylan i TV och sade: "Den här rapporten som ju i sig är en produkt som man borde fundera på om den någonsin borde ha släppts ut från Skolverket". Samma dag drog också Skolverket in rapporten med motiveringen att den hade stora vetenskapliga brister. Därefter anmäldes skolministern till konstitutionsutskottet av Moderaterna och Folkpartiet för misstänkt ministerstyre. Under utfrågningen i KU förnekade Baylan att han avsett att styra Skolverket.

### I opposition (2006–2014)
Baylan blev ordinarie riksdagsledamot i valet 2006. Han var invald för Västerbottens läns valkrets 2006–2014 och för Stockholms läns valkrets 2014–2022. Åren 2008–2009 var han ordförande i riksdagens trafikutskott och 2012–2014 var han partiets skolpolitiska talesperson och vice ordförande i utbildningsutskottet. Åren 2009–2011 var han Socialdemokraternas partisekreterare under partiledaren Mona Sahlin.

### Sveriges energiminister (2014–2019)
Baylan utsågs till energiminister med placering på Miljö- och energidepartementet vid regeringsskiftet efter riksdagsvalet 2014. I juni 2016 presenterade han en överenskommelse mellan regeringen, Moderaterna, Centerpartiet och Kristdemokraterna om Sveriges långsiktiga energipolitik, Energiöverenskommelsen 2016. Den syftade till att utgöra en gemensam färdplan för en kontrollerad övergång till ett helt förnybart elsystem, med mål om 100 procent förnybar elproduktion år 2040. 
I en regeringsombildning 2016 utnämndes Baylan även till samordningsminister och placerades samtidigt i Statsrådsberedningen.

### Sveriges näringsminister (2019–2021)
Baylan var Sveriges näringsminister mellan 21 januari 2019 och 30 november 2021 i regeringen Löfven II och regeringen Löfven III och var mellan juli och november 2021 även ansvarig för landsbygds- och jordbruksfrågor, efter att den tidigare landsbygdsministern Jennie Nilsson lämnat regeringen.
Den 9 september 2021 meddelade Baylan att han avsåg att lämna regeringen i samband med statsminister Stefan Löfvens avgång i november 2021. Han satt kvar som riksdagsledamot till 28 juni 2022, då han avsade han sig även det uppdraget.

## Privatliv
När Baylan gifte sig med Anna Nilsson i Luleå i juni 2006 var dåvarande statsminister Göran Persson vigselförrättare på Kaptensgården i Gammelstad, Luleå. Han har två barn.